# TV Foco
TV Foco é um veículo de comunicação brasileiro, multiplataforma, especializado em programas de televisão, audiência dos canais brasileiros e celebridades.
Ao longo de sua trajetória foi alvo de uma série de críticas negativas feitas por diversas celebridades e jornalistas, devido ao teor exagerado e tendencioso dos títulos de suas matérias. Também já foi acusado de publicar fake news e de copiar notícias de outros sites.
O veículo foi fundado em 2006 pelo jornalista e publicitário Aaron Tura. Em 2021 foi apontado como o maior site de notícias de entretenimento do Brasil. Atualmente é associado ao Metrópoles.

## Histórico
O TV Foco foi fundado em 2006, inicialmente como um blog pessoal de Aaron Tura, na época com 15 anos. Em apenas um ano já havia alcançado audiência relevante, a partir da forma que o jovem intitulava suas matérias e também por meio de artifícios, na época, pouco utilizados, para estar mais à vista do leitor. Após 11 anos da sua fundação, o TV Foco elencou a 39ª posição da lista dos 50 sites mais acessados do Brasil, gerada pela Alexa Internet, da Amazon. Com base na mesma lista, o IG apontou que o site ocuparia a 17º posição ao se valer apenas endereços brasileiros.
Os títulos tendenciosos e exagerados, que desde o início do site foram utilizados como uma estratégia para alcançar audiência, logo se tornam protagonistas de grandes polêmicas nacionais, levando o TV Foco a ser alvo de inúmeras críticas e também perder grande parte da sua audiência em determinados momentos, como quando sexualizou uma foto em que a atriz Isis Valverde aparece amamentando seu filho. Segundo dados da Comscore, empresa estadunidense de análise da internet, após esse ocorrido o site chegou a perder mais de 80% de seus leitores. Outra polêmica que causou grande repercussão nacional foi mediante a uma matéria publicada sobre eventos ocorridos ao pós-morte do apresentador Gugu. Nessa ocasião, o dono dono do site, Aaron Tura, que já mantinha uma carreira paralela na televisão a cinco anos, foi demitido da Band, onde era comentarista do Melhor da Tarde.

Segundo o proprietário e editor-chefe do TV Foco, após o envolvimento nessas polêmicas, ambas ocorridas no final de 2019, o site passou a suavizar os títulos de suas manchetes e também buscou abordar questões mais relevantes à sociedade, porém novas polêmicas surgiram nos anos seguintes.
Com o desligamento da TV, em 2020, Aaron expandiu o TV Foco para o YouTube, mantendo a mesma linha editorial do site. O estúdio da empresa foi então instalado no bairro da Lapa, no Rio de Janeiro.
Em 2021, período em o site contava com uma equipe de oito pessoas, que chegavam a produzir, em média, mais de 120 textos por dia, dados obtidos através do Comscore, apontaram que o TV Foco ocupou o posto de maior site de notícias de entretenimento do Brasil, tendo, em junho, recebido mais de 22,7 milhões de visitantes, uma quantia equivalente a mais de 17% de todos os usuários de internet no país. Ainda naquele ano, novos dados apresentados pela norte-americana apontaram que o site recebeu mais de 36 milhões visitantes e 207 milhões de visualizações de páginas somente em novembro. Já em dezembro foram 24 milhões de usuários e 160 milhões de visualizações.
Em 2022, mesmo ano em que se associou ao Metrópoles, a CartaCapital divulgou que o TV Foco possuía uma audiência maior que a da Folha de S.Paulo e do Estadão somados.

## Críticas
Além de ser alvo de críticas pelos títulos exagerados, que em nada condizem com o conteúdo da respectiva publicação; fato que já foi satirizado pelo próprio site, o TV Foco também já foi acusado por jornalistas, de ser um veículo especialista em copiar notícias de outros sites e de que os editores do veículo pouco apuram as notícias que publicam.
Em sua defesa o editor-chefe do TV Foco, rejeitou as acusações da prática de ‘copiar e colar’ conteúdo, e afirmou que mesmo reproduzindo conteúdos já existentes o site mantinha a conduta de checar a informação.
O TV Foco também já foi categorizado por jornalistas como um site de fake news e também como o maior e mais eficiente site voltado ao jornalismo de cliques. Sua equipe já foi criticada por publicar matérias contendo erros gramaticais e foi citado que seus redatores eram mal remunerados.
Outra grande contestação sobre o site foi sobre os meios utilizados para conquistar o título de maior portal de notícias de entretenimento do Brasil em junho de 2021. Segundo o jornalista que levantou essa questão, o TV Foco se tornou mais eficiente que os concorrentes em entender a forma que o algoritmo do Google funciona, e também em se adaptar às novas atualizações da plataforma. O mesmo concluiu que o segredo do site é fruto de um jornalismo antiético somado à capacidade de inventar conteúdos "caça-cliques" e de também enganar o algoritmo do Google.
Referente a isso, Aaron Tura citou que o TV Foco dispunha das mesmas ferramentas que o Google disponibiliza para qualquer site ou portal, e ainda recomendou que os demais veículos de comunicação buscassem compreender as exigências do Google, assim se adaptando ou se reinventando.
Em 2022, um jornalista exemplificou a estratégia clickbait do TV Foco, fazendo referência a publicação "Participante do BBB sofre AVC na casa, cai dura no chão e é socorrida por brother que é médico: 'Não volta'".
A impressão que qualquer ser humano do mundo teria ao ler esse título (do site TV Foco) é que uma participante do reality show Big Brother Brasil 2022, ou seja, da edição atual, teve um AVC e morreu, certo? Mas ao clicar nesse link a pessoa vai pra um conteúdo que leva na direção oposta: o atual reality atual está sem novidades e as anteriores que foram interessantes, como naquele caso do AVC de uma participante em 2005.— Sérgio Spagnuolo, publicado em 31 de Janeiro de 2022 no site Núcleo

## Controvérsias

### Sobre Isis Valverde
Em dezembro de 2019, o TV Foco foi alvo de inúmeras críticas, por parte de celebridades e anônimos, ao publicar a manchete "Isis Valverde mostra os peitos em foto íntima e faz grande anúncio: 'hoje tem'". A publicação se referia a uma foto que a atriz publicou no seu Instagram amamentando seu filho. Após a repercussão negativa e sob acusação de sexualizar a foto, o site mudou o título da matéria para "Isis Valverde aparece amamentando o filho em foto encantadora" e após isso divulgou uma nota pedindo desculpas à atriz, alegando que o título impróprio havia sido criado por um funcionário novo na empresa. Tatá Werneck, Whindersson Nunes, Marília Mendonça e Maisa Silva foram algumas das personalidades que criticaram o site após o ocorrido. Em resposta, Isis Valverde publicou em sua redes social dezenas de fotos de mães, anônimas e famosas, amamentando seu filhos em diversos lugares e cenários com a hashtag #naosexualize.

### Sobre Gugu Liberato
Também em dezembro de 2019, o site foi acusado, por grande parte da imprensa nacional, de ter publicado uma fake news sobre o pós-morte do apresentador Augusto Liberato. O estopim foi a matéria "Roberto Cabrini faz descoberta avassaladora na morte de Gugu e é ameaçado pela família: 'A verdade vai aparecer'". Segundo o site Notícias da TV, o teor da publicação tratava da tentativa do jornalista do SBT em mostrar o local do acidente de Gugu, em Orlando. Esther Rocha, assessora de Gugu, alegou não ter sido procurada para dar o posicionamento da família. Em áudios divulgados na internet, Esther chama o TV Foco de "lama" e "vergonha para o jornalismo de celebridades". A repercussão negativa da matéria acarretou na demissão de Aaron Tura da Band, onde trabalhava a quase dois anos como comentarista do Melhor da Tarde, de Catia Fonseca.

### Sobre Renato Cardoso e Cristiane Cardoso
Em junho de 2020, o site envolveu-se em nova polêmica devido a um título controverso. A manchete intitulada de "Genro de Edir Macedo entra em conflito com a mulher, a destrói ao vivo e anuncia decisão: 'melhor a gente encerrar'", referia-se ao casal Renato Cardoso e Cristiane Cardoso, ambos apresentadores do The Love School, programa exibido pela RecordTV. Segundo o Portal Universal.org, o título da matéria sequer possuía relação com texto publicado, e mencionou que conflito citado como título da manchete, na verdade, tratava-se de um fragmento de uma live do programa apresentado pelo casal, que foi ao ar no dia 20 de maio de 2020, onde os mesmos utilizaram das próprias experiências para ensinar como aprimorar os relacionamentos amorosos.

### Sobre Giovanna Antonelli
Em abril de 2022, o site foi notificado extrajudicialmente pela atriz Giovanna Antonelli, mediante a alguns títulos de matérias que se referiam a ela, dentre eles o "Sede de Vida, Giovanna Antonelli relata experiência com o diabo, vai ao fundo do poço e escancara: Mãos de Ferro". Para evitar que o fato evoluísse para um processo judicial, o site apagou os links de reportagens com títulos que foram classificados pela advogada da atriz como "artifícios sensacionalistas".